# Garabonc, Zala
Garabonc  este un sat în districtul Nagykanizsa, județul Zala, Ungaria, având o populație de 728 de locuitori (2011). 

## Demografie
Componența etnică a satului Garabonc
     Maghiari (78,09%)
     Romi (17,96%)
     Germani (3,95%)
Componența confesională a satului Garabonc
     Romano-catolici (77,2%)
     Reformați (1,24%)
     Fără religie (1,1%)
     Necunoscută (19,64%)
     Luterani (0,82%)
     Alte religii (0,41%)
Conform recensământului din 2011, satul Garabonc avea 728 de locuitori. Din punct de vedere etnic, majoritatea locuitorilor (78,09%) erau maghiari, existând și minorități de romi (17,96%) și germani (3,95%).  Din punct de vedere confesional, majoritatea locuitorilor (77,2%) erau romano-catolici, existând și minorități de reformați (1,24%) și persoane fără religie (1,1%). Pentru 19,64% din locuitori nu este cunoscută apartenența confesională.